# Sport i 2012
Sport i 2012 er en oversigt over hændelser og resultater indenfor sport i 2012.

## Året

### Januar
- 9. januar – Fodboldspilleren Lionel Messi vinder for tredje år i træk FIFAs Ballon d'Or.
- 15. januar – EM i håndbold 2012 for mænd begynder i Serbien og forsætter frem til 29. januar.
- 24. januar – Som den blot ottende tennisspiller vinder Roger Federer sin kamp nummer 1000, da han spiller sig i semifinalen i Australian Open.
- 29. januar – Finalen i herresingle ved Australian Open i tennis bliver den længste Grand Slam-finale nogensinde, da  Novak Djokovic (SRB) besejrer  Rafael Nadal (SPA) med 5-7, 6-4, 6-2, 6-7, 7-5 på 5 timer 53 minutter.
- 29. januar – Danmark vinder finalen ved EM i håndbold 2012 21–19 Serbien.Kroatien blev nr. 3.

### Februar
- 6. februar – Vinderen af Tour de France 2010, Alberto Contador, kendes skyldig i brug af doping under løbet og idømmes karantæne på to år gældende fra 21. juli 2010.
- 5. februar – New York Giants vinder Super Bowl i amerikansk fodbold med 21-17 over New England Patriots.

### Marts
- 17. marts – Det 298.0 km lange cykelløb Milano-Sanremo 2012, som er en del af UCI World Tour 2012, blev afviklet imellem Milano og Sanremo, Italien.

-  Simon Gerrans' vinder foran  Fabian Cancellara og  Vincenzo Nibali.

### April
- 8. april – Island, Kroatien, Serbien, Spanien, Sverige og Ungarn har som de sidste seks hold kvalificeret sig til den olympiske håndboldturnering for mænd efter kvalifikationsstævnerne i Spanien, Sverige og Kroatien.

### Maj
- 30. maj – Viswanathan Anand forsvarer VM-titlen i skak mod udfordreren Boris Gelfand. Den ordinære match ender 6-6, hvorpå Anand vinder 2½-1½ i den efterfølgende hurtigskakmatch.
- 20. maj – Rusland bliver verdensmester i ishockey, da det i finalen bliver 6-2 over Slovakiet.
- 19. maj – Chelsea F.C. vinder Champions League i fodbold over FC Bayern München efter straffesparkskonkurrence.
- 13. maj – Manchester City F.C. vinder det engelske mesterskab i fodbold med sejr på 3-2 i sidste runde over Queens Park Rangers F.C.; med stillingen 1-2 inden kampens overtid var holdet blevet toer efter bysbørnene fra Manchester United F.C., men to mål i de sidste minutter sikrer titlen.

### Juni
- 8. juni – I åbningskampen ved slutrunden om EM i fodbold spiller Polen og Grækenland uafgjort 1-1.
- 27. juni – Bert van Marwijk, landstræner for Holland, opsiger sit job efter Europamesterskabet i fodbold 2012, hvor holdet endte uden point.
- 27. juni –  Spanien bliver det ene hold i EM-finalen efter at have besejret Portugal i straffesparkskonkurrence 2 – 4 i den første semifinale. Italien bliver modstanderen efter at have besejret Tyskland 2-1.
- 30. juni – Tour de France 2012 som er den 99. udgave starter med en prolog i Liège, Belgien.

-  Fabian Cancellara vinder.

### Juli
- 1. juli –  Spanien vinder EM-finalen i fodbold med 4-0 over Italien og bliver dermed det første hold, der genvinder EM-titlen.
- 7. juli – Finalerne ved Wimbledon i damesingle, damedouble og herredouble bliver afviklet

- Serena Williams vinder damesingle i Wimbledon med finalesejr over Agnieszka Radwańska.
- Serena Williams og Venus Williams vinder damedouble i Wimbledon med en finalesejr på 7–5, 6–4 over  Andrea Hlaváčková /  Lucie Hradecká.
-  Jonathan Marray og  Frederik Nielsen vinder herredouble i Wimbledon med en finalesejr på 4–6, 6–4, 7–6(7–5), 6–7(5–7), 6–3 over  Robert Lindstedt /  Horia Tecău [5]

- 8. juli – Roger Federer vinder herresinglefinalen i Wimbledon med sejr over Andy Murray.
- 27. juli – Åbningsceremonien for de olympiske lege i London afholdes.

### September
- 2. september – Belgiens Grand Prix 2012 i Formel 1 2012 blev afviklet på Circuit de Spa-Francorchamps.

-  Jenson Button vinder foran  Sebastian Vettel og  Kimi Räikkönen

- 5. september – NFL 2012 bliver sparket i gang.
- 7. september – 7. spillerunde bliver afviklet i den sydamerikanske Kvalifikation til VM i fodbold 2014, CONMEBOL.

-  Colombia –  Uruguay 4-0 ,  Ecuador –  Bolivia 1-0 ,  Argentina –  Paraguay 3-1 ,  Peru –  Venezuela 2-1 .

- 7. september – Memorial van Damme som er sæsonens sidste Diamond League stævne bliver afviklet i Bruxelles, Belgien.

-  Aries Merritt (USA) satte ny verdensrekord i tiden 12.80 sekund i 110 meter hækkeløb ved stævnet.

- 7. september – 3. spillerunde bliver afviklet i den nordamerikanske kvalifikation til VM i fodbold 2014

-  Jamaica –  USA 2-1, Guatemala  –  Antigua og Barbuda 3-1, Costa Rica  –  Mexico 0-2, El Salvador  –  Guyana 2-2 
 Cuba  –  Honduras 0–3, Canada  –  Panama 1–0.

- 7. september – Det 201.6 km lange cykelløb Grand Prix Cycliste de Québec 2012, som er en del af UCI World Tour 2012, bliver afviklet i Québec, Canada.

-  Simon Gerrans (AUS) vandt foran  Greg Van Avermaet (BEL) og  Rui Costa (POR)

- 7 -8. september – 1. spillerunde bliver afviklet i den europæiske kvalifikation til VM i fodbold 2014
- 8. september – Paris-Bruxelles blev kørt.

-  Tom Boonen (BEL) vinder foran Mark Renshaw og Oscar Freire.

- 8. september – Finalen i herredouble i US Open bliver spillet.

-  Bob Bryan (USA) og  Mike Bryan (USA) vinder over Leander Paes og Radek Štepánek 6–3, 6–4.

- 9. september – Italiens Grand Prix 2012 i Formel 1 2012 bliver afviklet.

-  Lewis Hamilton vinder foran  Sergio Pérez og  Fernando Alonso

- 9. september – Den 80. udgave af det franske endagsløb cykelløbet Grand Prix de Fourmies bliver afviklet.

-  Lars Ytting Bak (DAN) vinder foran Alexander Kristoff og Marcel Kittel.

- 9. september – Det 205.7 km lange cykelløb Grand Prix Cycliste de Montréal 2012 som er en del af UCI World Tour 2012, bliver afviklet i Montréal, Canada.

-  Lars Petter Nordhaug (NOR) vinder foran  Moreno Moser (ITA) og  Alexandr Kolobnev (RUS).

- 9. september – Finalen i damesingle i US Open bliver spillet.

-  'Serena Williams' vinder over  Victoria Azarenka, 6–2, 2–6, 7–5

- 10. september – WTA Tour turneringen Tashkent Open 2012 begynder. Turneringen bliver afviklet i Tashkent, Uzbekistan, fra 10. til 15. september.
- 10. september – WTA Tour turneringen Bell Challenge 2012 begynder. Turneringen bliver afviklet i Quebec, Canada, fra 10. til 17. september.
- 10. september - Andy Murray vinder finalen i herresingle over  Novak Djokovic 7–6(12–10), 7–5, 2–6, 3–6, 6–2.
- 11. september – 8. spillerunde bliver afviklet i den sydamerikanske Kvalifikation til VM i fodbold 2014, CONMEBOL.

-  Chile –  Colombia – , Peru –  Argentina ,  Uruguay –  Ecuador ,  Paraguay –  Venezuela – .

- 11. september – 4. spillerunde bliver afviklet i den nordamerikanske kvalifikation til VM i fodbold 2014

- '' Antigua og Barbuda –  Guatemala – ,  USA –  Jamaica – , Guyana –  El Salvador – ,  Mexico –  Costa Rica – 
  Panama –  Canada – ,  Honduras –  Cuba – .

- 11. september – 3-4. spillerunde bliver afviklet i den asiatiskeKvalifikation til VM i fodbold 2014.

- '' Usbekistan- Sydkorea 2-2 , Libanon –  Iran 1-0 ,  Japan –  Irak 1-0 ,  Jordan –  Australien 2-1 .

- 15. september – Finalerne i single og double bliver spillet ved WTA Tour turneringen Tashkent Open 2012.

- * Paula Kania /  Polina Pekhova vinder over  Anna Chakvetadze /  Vesna Dolonc efter 6-2 i 1. sæt, før Chakvetadze og Dolonc træk sig i andet sæt.
- (Single) Donna Vekić vs.  Irina-Camelia Begu

- 16. september – Jonathan Tiernan-Locke vinder cykelløbet Tour of Britain 2012.
- 16. september – Finalerne i Bell Challenge 2012 bliver afviklet.

-  Kirsten Flipkens vinder damesingle finalen over  Lucie Hradecká, 6–1, 7–5.

- 16. september – VM i landevejscykling 2012 begynder i Limburg, Holland med holdtidskørsel.

- herre: Omega Pharma-Quick Step vinder foran BMC Racing Team og Orica-GreenEDGE.

- 17. september – WTA Tour turneringen Hansol Korea Open 2012 begynder. Turneringen bliver afviklet i Seoul, Sydkorea, fra 17. til 23. september.
- 17. september – WTA Tour turneringen Guangzhou International Women's Open 2012 begynder. Turneringen bliver afviklet i Guangzhou, Kina, fra 17. til 23. september.
- 18. september – Enkeltstart for kvinder bliver afviklet ved VM i landevejscykling 2012.

-  Judith Arndt (GER) genvinder verdensmesterskabet foran  Evelyn Stevens (USA) og  Linda Villumsen (NZL).

- 18. september – Gruppespillet i UEFA Champions League 2012-13 begynder.
- 19. september – Enkeltstart for herre bliver afviklet ved VM i landevejscykling 2012.

-  Tony Martin (GER) genvinder verdensmesterskabet foran  Taylor Phinney (USA) og  Vasil Kiryienka (BLR).

- 23. september – Caroline Wozniacki vinder Hansol Korea Open 2012. Det er hendes første titel i denne sæson og den første i 13 måneder. Det var hendes 19 i karriereren.
- 25. september – Ryder Cup 2012 begynder og forsætter frem til d. 30. september.